# Presidente Venceslau (ort)
Presidente Venceslau är en ort i Brasilien.   Den ligger i kommunen Presidente Venceslau och delstaten São Paulo, i den södra delen av landet, 800 km sydväst om huvudstaden Brasília. Presidente Venceslau ligger 428 meter över havet och antalet invånare är 34 026.
Terrängen runt Presidente Venceslau är huvudsakligen platt. Presidente Venceslau ligger uppe på en höjd. Presidente Venceslau är det största samhället i trakten.
Trakten runt Presidente Venceslau består i huvudsak av gräsmarker. Runt Presidente Venceslau är det glesbefolkat, med 18 invånare per kvadratkilometer.